# Els Callens
Els Callens (ur. 20 sierpnia 1970 w Antwerpii) – belgijska tenisistka, specjalistka gry podwójnej, medalistka olimpijska, zdobywczyni Pucharu Federacji.
Karierę zawodową rozpoczęła w styczniu 1990. Szczególnie wartościowe wyniki osiągała w deblu, ale z powodzeniem występowała także w grze pojedynczej – dotarła do pozycji nr 43 w rankingu światowym (w lutym 1997). Do jej najlepszych wyników singlowych można zaliczyć finał turnieju w Québecu (1996), zwycięstwo nad Hiszpanką Sánchez Vicario (wówczas nr 4 na świecie) w Pucharze Federacji (1997), jedenaście wygranych turniejów ITF Women's Circuit (niższej rangi niż WTA Tour), trzykrotnie 1/32 finału (III runda) turniejów wielkoszlemowych (US Open 1995, Australian Open 2000, Wimbledon 2002). Na turnieju wimbledońskim w 2002 przegrała w III rundzie z Sereną Williams 6:7, 6:7, stanowiąc dla Amerykanki najcięższą przeprawę w drodze po tytuł.
Jako deblistka wygrała dziesięć turniejów WTA Tour, w dalszych dwunastu dotarła do finału. W 2000 w parze z rodaczką Dominique Van Roost dotarła do półfinału turnieju Masters w Nowym Jorku. Również z Van Roost sięgnęła po brązowy medal igrzysk olimpijskich w Sydney w 2000. W maju 2001 została sklasyfikowana na pozycji nr 12 w rankingu deblistek. Wygrała m.in. trzykrotnie turniej deblowy w rodzinnej Antwerpii, a także turniej w Berlinie (2001). Występowała również w grze mieszanej, dwukrotnie osiągając półfinał wielkoszlemowy – Wimbledon i US Open w 2002 (z Robbie Koenigiem z RPA).
W zespole narodowym w Pucharze Federacji występowała w latach 1994-2005, w 2001 przyczyniła się (głównie jako deblistka) do zdobycia przez Belgię tego trofeum. Wraz z końcem sezonu 2005 zdecydowała się zakończyć karierę zawodniczą, ostatni występ turniejowy zaliczyła w październiku t.r. w Hasselt (przegrała w II rundzie z Niemką Julią Schruff). Jej zarobki na korcie w ciągu 15 lat kariery przekroczyły półtora miliona dolarów amerykańskich.

## Finały turniejów WTA
| Legenda                | Legenda |
| ---------------------- | ------- |
| Wielki Szlem           |         |
| Igrzyska olimpijskie   |         |
| WTA Tour Championships |         |
| 1988 – 2008            |         |
| Kategoria I            |         |
| Kategoria II           |         |
| Kategoria III          |         |
| Kategoria IV           |         |
| Kategoria V            |         |

### Gra pojedyncza
| Końcowy wynik | Nr | Data                 | Turniej | Nawierzchnia | Przeciwniczka | Wynik finału |
| ------------- | -- | -------------------- | ------- | ------------ | ------------- | ------------ |
| Finalistka    | 1. | 27 października 1996 | Quebec  | Dywanowa     | Lisa Raymond  | 4:6, 4:6     |